# Itier II de la Brosse
Pour les articles homonymes, voir La Brosse.
Itier II de la Brosse, mort après 1239, est seigneur de la Brosse et Villiers-le-Bois. Il est le fils d'Itier Ier, seigneur de la Brosse, et de son épouse Agnès, dont le nom de famille est inconnu.

## Biographie
Itier II de la Brosse fait partie des chevaliers attachés au comte Thibaut IV de Champagne et investis de sa confiance. Bien qu'issu de la basse-noblesse, il accède à de hautes fonctions et fait ainsi partie des cautions de ce comte aux côtés de membres de la haute-noblesse. Il devient garde de Champagne puis est même nommé gouverneur du comté de Champagne avec Jean III de Thourotte lorsque Thibaut part en Navarre de 1236 à 1238, même s'il semble avoir moins de pouvoir que celui-ci.
Par son mariage avec Alix de Chappes, fille de Gautier de Chappes, il acquiert une partie de la vicomté de Troyes.
En tant que proche du comte Thibaut IV, il bénéficie de ses largesses. Il reçoit ainsi en 1232 des biens
situés à Arthonnay et aliénés par Barthélemi de Polisy, mais il en fait don aussitôt à l'abbaye de Molesme.

## Mariage et enfants
Il épouse Alix de Chappes, fille de Gautier de Chappes, mais n'a pas de postérité connue.
Il est possible que Hélissent de Chappes, l'épouse de son frère André II de la Brosse soit une sœur de sa femme.
André III de la Brosse, époux de Marguerite de Mailly, est probablement le fils ou le neveu d'Itier de la Brosse.